# 1419 en France
Chronologie de la France
- 1415
- 1416
- 1417
- 1418
- 1419
- 1420
- 1421
- 1422
- 1423

Cette page concerne l'année 1419 du calendrier grégorien.

## Événements
- 19 janvier : Rouen se rend aux Anglais après six mois de siège[1].
- 9 février : le dauphin Charles crée deux foires à Lyon[2].
- Février-septembre : le juriste Jean de Terrevermeille rédige les Tractatus contra rebelles suorum regum[3]. Il y apparaît une nouvelle loi fondamentale du royaume de France : la Couronne est successible, le roi ne peut déshériter son fils ni renoncer au trône[4].
- 29 mai-30 juin : échec ces conférences de Meulan entre le roi Henri V d'Angleterre et le duc de Bourgogne Jean sans Peur[5]
- 11 juillet : serment de Pouilly. Jean sans Peur tente de se rapprocher du dauphin Charles[5].
- 22 août : les Tsiganes sont signalés pour la première fois en France à Châtillon-en-Dombes en 1419, porteurs de lettres de l'empereur et du duc de Savoie ; ils sont deux jours plus tard devant Mâcon. Un autre groupe campe devant Sisteron en octobre[6].
- 10 septembre : assassinat de Jean sans Peur, duc de Bourgogne, à Montereau, par Tanneguy III du Chastel et Jean Louvet, hommes du dauphin. Son fils Philippe le Bon prend le parti du roi Henri V d'Angleterre et soutient les prétentions d’Henri V contre le parti Armagnac lié au roi de France[5]. Par la convention de Rouen, Philippe le Bon et Henri V s'allient contre le dauphin[7].
- 9 décembre : Château-Gaillard, dernière place française de Haute-Normandie, se rend aux Anglais, faute de cordes pour tirer l'eau des puits[8].